# 黎青龍
黎青龍（英語：Lai Ching Lung，1948年10月—），世界肝病權威專家，香港大學李嘉誠醫學院前任內科及肝臟科講座教授、前任李國賢基金教授席（腸胃學）。現任香港大學榮休教授、香港大學李嘉誠醫學院內科學系名譽臨床教授。

## 簡歷
黎青龍比同輩早了約3年入學讀書，他2歲半直接入讀幼稚園高班，3歲跳級就讀九龍官立小學（已停辦，該校於1950年代曾借用喇沙書院作臨時校舍），9歲考入拔萃男書院（1963年中五），16歲入讀香港大學醫學院，1970年以21歲之齡取得香港大學醫學院內外全科醫學士學位（榮譽畢業），開始行醫。
1971年起於香港大學內科學系工作，1987年起研究乙型肝炎之治療方法，1998年發現核苷酸類似物可以對抗乙型肝炎。2003年起任港大醫學院醫學與肝臟病學教授。2011年出任李國賢基金教授席教授
、內科及肝臟科講座教授。2014年退休後仍在醫院、大學從事教學工作包括1年擔任學生助教，教學年資至2021年足有50年之久，歷年醫科門生多達9,000人。
2019年4月6日，小行星中心宣布將2001年由楊光宇發現的小行星26743號命名為「黎青龍」。

## 學術成就
根據Google學術搜尋數據，黎青龍學術文章的引用次數超過71,000次，H指數為125。

## 家庭
黎青龍生於小康之家，父親為公務員，曾任職行政主任，母親為家庭主婦。小時候一家六口居於長沙灣道一號二樓。黎為家中幼子及獨子，有三胞姊：黎青萍、黎青霜、黎青薇。青萍、青霜、青微，均是古代劍名，他的名字則出自關公的「青龍偃月刀」。
黎青龍與其長姊余黎青萍的政治立場相距甚遠，黎青龍坦言，兩人甚少見面，也避談政治話題，「講來都係嗌交」。他支持成立獨立調查委員會處理警暴問題，並指若余黎青萍願意加入這種獨立委員會，他也會很高興。

## 逸事

### 2019冠狀病毒病疫情期間的立場
2019冠狀病毒病疫情期間，黎青龍不時戴彩色口罩示人。於一次接受香港電台訪問期間回應，笑言「人醜用衣裝，人老就用鮮顏色撞」，希望抗疫時可令自己及別人開心。另外，醫管局員工陣線2020年2月初發動罷工，要求政府封關。黎青龍當時亦有到場聲援，他解釋自己不是贊成罷工，而是支持爭取「封關」，以免病毒在本港擴散，形容當時香港已比其他地方走慢一步。及後接受香港電台訪問時，表示反對政府對罷工醫護「秋後算帳」，提到有人形容醫護「貪生怕死」令他「好激氣」。又認為政府如要撐醫護就不應「秋後算帳」，並需要增加資源購置防護裝備。

### 對Pokémon GO遊戲的熱愛
黎青龍相當熱衷於玩Pokémon GO手機遊戲，經常出沒港九各區道館。Facebook專頁《卡比日報》的Sam曾公開表示，黎青龍對PvP的認識，都是來自他的教導，所以自稱“Teacher's Teacher”。
黎青龍的遊戲暱綽號為“Big Kowloon”，網民戲言中譯為「大鳩龍」。